# Comté de Laurens (Géorgie)
Pour le comté de Caroline du Sud, voir Comté de Laurens (Caroline du Sud).
Le comté de Laurens est un comté de Géorgie, aux États-Unis.

## Démographie
| 1810  | 1820  | 1830  | 1840  | 1850  | 1860  |
| ----- | ----- | ----- | ----- | ----- | ----- |
| 2 210 | 5 436 | 5 589 | 5 585 | 6 442 | 6 998 |

| 1870  | 1880   | 1890   | 1900   | 1910   | 1920   |
| ----- | ------ | ------ | ------ | ------ | ------ |
| 7 834 | 10 053 | 13 747 | 25 908 | 35 501 | 39 605 |

| 1930   | 1940   | 1950   | 1960   | 1970   | 1980   |
| ------ | ------ | ------ | ------ | ------ | ------ |
| 32 693 | 33 606 | 33 123 | 32 313 | 32 738 | 36 990 |

| 1990   | 2000   | 2010   | - | - | - |
| ------ | ------ | ------ | - | - | - |
| 39 988 | 44 874 | 48 434 | - | - | - |